# Michael Clyne
Michael George Clyne, född 12 oktober 1939 i Melbourne, död 29 oktober 2010, var en australisk lingvist. Han var forskare i sociolingvistik, tvåspråkighet och flerspråkighet, kontaktlingvistik och interkulturell kommunikation och innovatör i pluricentriska språkliga perspektiv.

## Biografi
Clyne  var det enda barnet till det judiska österrikiska paret Johannes Jacob och Edith Cecily Klein som hade lämnat sitt hemland efter Anschluss. I Australien bytte de namn till Clyne. Clyne studerade vid University of Melbourne med fokus på germanska och franska språk. Han genomförde även forskarstudier i tyska och allmän lingvistik vid universiteten i Utrecht och Bonn, innan han började på tyska språkfakulteten vid Monash University i Melbourne 1962. Han avlade en doktorsexamen från Monash 1965 och var professor i lingvistik vid universitetet från 1988 till 2001. Han gick i pension 2005.
Michael Clyne var stipendiat vid Academy of the Social Sciences i Australien 1982 och Australian Academy of the Humanities 1983. Han valdes som utländsk medlem av Royal Netherlands Academy of Arts and Sciences 2005. Han satt i redaktionen för minst 13 internationella akademiska tidskrifter. Clyne  dog den 29 oktober 2010 i sitt hem av hjärtsvikt, 71 år gammal.

## Publikationer
Clyne publicerade nästa 30 böcker som författare, medförfattare eller redigerare och över 300 artiklar och bokkapitel om forskning inom språkvetenskapliga områden, särskilt inom tvåspråkighetsområdet och lingvistik pluricentricitet. Böckerna inkluderar Language and Society in the German-speaking Countries (Cambridge University Press (CUP), 1984), Pluricentric Språk (red, Mouton de Gruyter, 1992), Interkulturell kommunikation på jobbet (CUP, 1994), Undoing and Redoing Corpus Planning (red, Mouton de Gruyter, 1997), Dynamics of Language Contact (CUP 2003) och Australiens språk Potential (University of New South Wales Press, 2005).
Clynes publikationer om språklig pluricentricitet har vidareutvecklats av ett antal forskare.